# Backlash (2001)
Backlash (2001) foi um evento pay-per-view de wrestling profissional realizado pela World Wrestling Federation, ocorreu no dia 29 de abril de 2001 na Allstate Arena na cidade de Chicago, Illinois. Esta foi terceira edição da cronologia do Backlash.

## Antes do evento
Backlash teve lutas de wrestling profissional de diferentes lutadores com rivalidades e histórias pré-determinadas que se desenvolveram nos programas da World Wrestling Federation. Os lutadores interpretaram um vilão ou um mocinho seguindo uma série de eventos para gerar tensão, culminando em várias lutas.

## Resultados
| #                              | Lutas | Estipulação                                                                                          | Duração |
| ------------------------------ | --- | --- | ------- |
| Sunday Night Heat              | Jerry Lynn derrotou Crash Holly (c)                                                                                              | Singles match pelo WWF Light Heavyweight Championship                                                | 03:37   |
| Sunday Night Heat              | Lita derrotou Molly Holly | Singles match                                                                                        | 02:40   |
| 1                              | X-Factor (X-Pac, Justin Credible e Albert) derrotaram The Dudley Boyz (Bubba Ray, D-Von e Spike)                                 | Six-Man Tag Team match                                                                               | 07:59   |
| 2                              | Rhyno (c) derrotou Raven | Hardcore match pelo WWF Hardcore Championship                                                        | 08:10   |
| 3                              | William Regal derrotou Chris Jericho                                                                                             | Duchess of Queensbury Rules match                                                                    | 12:11   |
| 4                              | Chris Benoit derrotou Kurt Angle                                                                                                 | Ultimate Submission match                                                                            | 31:31   |
| 5                              | Shane McMahon derrotou The Big Show                                                                                              | Last Man Standing match                                                                              | 11:53   |
| 6                              | Matt Hardy (c) derrotou Christian e Eddie Guerrero                                                                               | Triple Threat match pelo WWF European Championship                                                   | 06:52   |
| 7                              | The Two Man Power Trip (WWF Champion Steve Austin e WWF Intercontinental Champion Triple H) derrotaram Kane e The Undertaker (c) | Tag Team match pelos WWF Intercontinental Championship, WWF Championship e WWF Tag Team Championship | 27:11   |
| (c) - Campeão(s) antes da luta | | |         |